# St. Bernard's-Jacques Fontaine
St. Bernard's-Jacques Fontaine es un pueblo canadiense situado en la provincia de Terranova y Labrador.

## Superficie
St. Bernard's-Jacques Fontaine tiene una superficie de 16,08 km².

## Demografía
En 2021, tenía 433 habitantes, una densidad poblacional de 26,9 hab./km², y 225 viviendas.